# Zbiornik wodny Bystřička

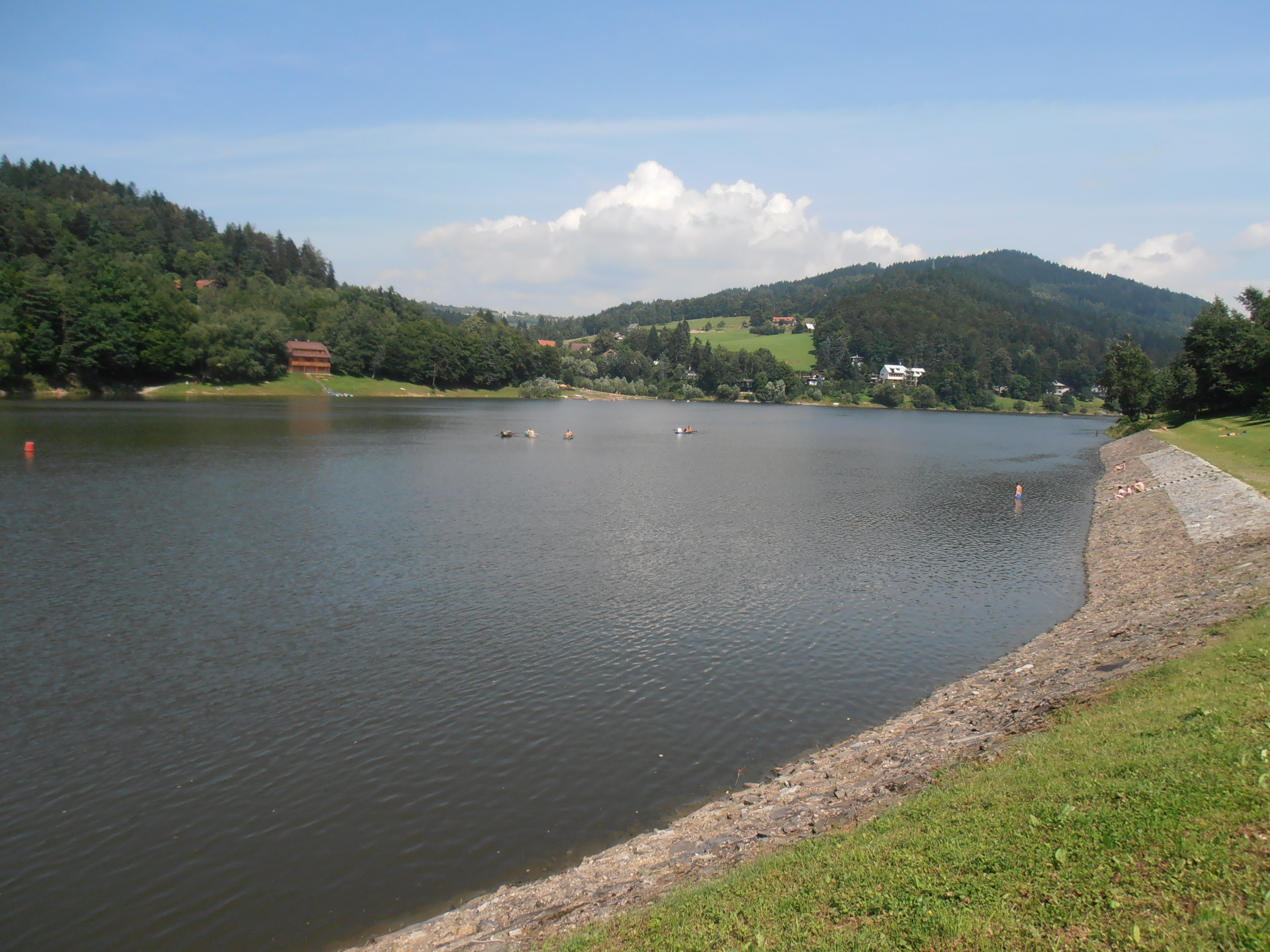
Zbiornik Bystřička, widok od strony zapory

Zbiornik wodny Bystřička (czes. Údolní vodní nádrž Bystřička) – zbiornik zaporowy we wschodniej części Republiki Czeskiej (na Morawach), powstały przez przegrodzenie potoku Bystřička równoimienną zaporą wodną.

## Położenie
Zbiornik znajduje się w północno-zachodniej części Gór Wsetyńskich, w dolinie Bystřički. Leży w powiecie Vsetín. Od muru zapory, leżącego ok. 4,3 km powyżej ujścia Bystřički do Górnej Beczwy jego tafla ciągnie się w kierunku wschodnim. Zapora znajduje się na terenie wsi Bystřička, ale zbiornik wodny rozciąga się również na terytorium Velkéj Lhoty, a niewielki obszar na początku zalewu sięga na teren wsi Malá Bystřice.

## Charakterystyka zbiornika
Minimalna utrzymywana wysokość lustra wody w zbiorniku wynosi 372 m n.p.m., czemu odpowiada objętość zgromadzonej wody równa 0,791 mln m³. Objętość użytkowa wynosi ok. 0,852 mln m³, czemu odpowiada podniesienie lustra wody do poziomu 376,60 m n.p.m. Kontrolowaną objętość retencyjną wynoszącą 2,235 milionów m³ wyznacza próg przelewu upustowego na lewym brzegu zbiornika, znajdujący się na wysokości 384,15 m n.p.m.
Powierzchnia zbiornika wynosi 37,8 ha, a całkowita maksymalna objętość wody w zbiorniku – 4,58 mln m³. Długość powstałego jeziora to nieco ponad 2 km, ale jego szerokość sięga tylko ok. 300 m. Maksymalna głębokość zbiornika w pobliżu zapory to ok. 26 m. Powierzchnia zlewni zbiornika wynosi 63,88 km², a średni przepływ przez zbiornik w ciągu roku 0,883 m³/s.
Zbocza wokół zbiornika są w większości zalesione. Publiczne drogi jezdne umożliwiają przejazd wokół zbiornika.

## Wykorzystanie zbiornika
Zbiornik, wybudowany w latach 1907–1912 w celu zasilania w wodę śluz planowanego kanału Dunaj-Odra, z powodu zaniechania tego projektu nigdy nie został do tego celu wykorzystany. Ze względu na niewielką powierzchnię zlewni i małą objętość retencyjną zbiornika, jego możliwości przeciwpowodziowe są również niewielkie.
Już w latach międzywojennych tereny wokół zbiornika zaczęły być zagospodarowywane w kierunku ich rekreacyjnego wykorzystania i reklamowane jako „Ľetovisko Bystřička”. Po II wojnie światowej, zwłaszcza w latach 70. i 80., funkcja rekreacyjno-wypoczynkowa zbiornika nabrała największego znaczenia. Wokół jego brzegów powstało szereg ośrodków wypoczynkowych, campingów, pól namiotowych oraz dziesiątki prywatnych daczy. W chwili obecnej (2021 r.) popularność tego miejsca nieco zmalała, choć w dalszym ciągu w letnie weekendy przybywa tu wielu gości. Działają dwa hotele, kilka pensjonatów i autocamping oraz szereg obiektów gastronomicznych. Funkcjonują dwie plaże z możliwością kąpieli, wypożyczalnia łodzi i rowerów wodnych, zgrupowane głównie w zatoczce na północnym brzegu, poniżej wsi Velká Lhota. Zabronione jest używanie jednostek silnikowych. Akwen jest dopuszczony do wędkarstwa sportowego.